# مورد (ایذه)
مورد (ایذه)، روستایی از توابع بخش دهدز شهرستان ایذه در استان خوزستان ایران است.

## جمعیت
این روستا در دهستان دهدز قرار دارد و براساس سرشماری مرکز آمار ایران در سال ۱۳۸۵، جمعیت آن ۲۳ نفر (۵خانوار) بوده‌است.